# Profeta (Carpaccio)
Il Profeta è un dipinto a olio su tela (186x87 cm) attribuito a Vittore Carpaccio, databile al 1510 circa e conservato nella Galleria degli Uffizi a Firenze. Fa coppia con una Sibilla delle stesse dimensioni.

## Storia e descrizione
L'opera, di difficile interpretazione iconografica, è forse un profeta (Cavalcaselle) e potrebbe provenire dalle ante di un organo. Pedrocco, osservando il cagnolino nella tela gemella della Sibilla, propende per un'identificazione profana dei soggetti, magari due allegorie classicheggianti.
L'attribuzione, assegnata per primo al Carpaccio dal Cavalcaselle, ha subito varie ipotesi: Ragghianti e Murano la legano a opere a cavallo del XV e XVI secolo del Rinascimento ferrarese, Middeldorf invece parlò dell'ambito di Giovanni Agostino da Lodi, ovvero lo Pseudo-Boccaccino.
Il personaggio è ritratto a grandezza naturale su sfondo scuro, in piedi, poggiante su un suolo roccioso con erbette che scompare nell'ombra. Indossa un ampio mantello arancio ed ha una folta capigliatura riccia e lunga, che rimanda all'ambiente veneziano.